# Die Teufel der Nordsee
Die Teufel der Nordsee ist ein US-amerikanischer Abenteuerfilm aus dem Jahr 1928 von Roy William Neill mit Donald Crisp und Pauline Starke in den Hauptrollen. Der Film wurde von Metro-Goldwyn-Mayer in Zusammenarbeit mit Technicolor produziert und basiert auf dem 1902 veröffentlichten Roman The Thrall of Lief the Lucky: a Story of Viking Days von Ottilie A. Liljencrantz. Der mit Musik und Toneffekten ausgestattete Stummfilm ist der vierte Farbfilm der Filmgeschichte und der erste im Technicolor-Prozess 3 produzierte Spielfilm.

## Handlung
Bei einem Überfall der Wikinger wird der Earl von Northumbria, Lord Alwin, nach Norwegen verschleppt. Helga Nilsson, Mündel von Leif Eriksson, kauft den Gefangenen als Sklaven. Nach einiger Zeit will Leifs Segelmeister Egil den aufmüpfigen Sklaven hinrichten, wird aber von Helga gehindert. Alwin fordert Egil zu einem Schwertkampf heraus. Leif ist von Alwins Mut beeindruckt und erlaubt das Duell. Alwin schafft es, Egils Schwert zu zerbrechen, schont aber sein Leben. Helga gibt Alwin weiter an Leif.
König Olav, der erste christliche König Norwegens, genehmigt eine Expedition, die über Grönland hinausgeht, das von Leifs Vater, Erik der Rote, entdeckt wurde. In Grönland tötet Erik einen seiner Männer, weil dieser Christ geworden ist. Leif legt mit seinem Boot an, um seine Vorräte aufzufrischen, dabei erhält er den Segen seines Vaters zur Hochzeit mit Helga, was diese jedoch nicht weiß. Als Leif sich selber als Christ zu erkennen gibt, wird er von seinem Vater verstoßen. Zudem verweigert Erik die Lieferung von Vorräten. Leif befiehlt Alwin, sich der Vorräte zu bemächtigen, was zu Kämpfen unter den Wikingern führt. Helga versteckt sich auf dem Boot. Dadurch ist Leif gezwungen, sie mitzunehmen.
Während der Reise verlieben sich Helga und Alwin. Leif bemerkt dies nicht und erklärt Helga, dass er sie in einem Monat heiraten werde. Egil, selber in Helga verliebt, zettelt eine Meuterei an, aus Angst, dass das Boot über den Rand der Erde fällt. Während der Hochzeitszeremonie will Egil Leif erstechen, doch Alwin springt hinzu und wehrt das Messer mit seinem Körper ab. Leif tötet Egil und hört voller Zorn Helgas Geständnis, dass sie Alwin liebe. Er greift sein Schwert, um den bewusstlosen Alwin zu töten, doch seine christliche Erziehung bringt ihn zum Umdenken. In diesem Moment wird Land gesichtet, was die Meuterei zusammenbrechen lässt. Mit einem selbstgemachten Kreuz betritt Keif das unbekannte Ufer. Er lässt einen Steinturm errichten und nimmt freundschaftliche Verbindung zu den Ureinwohnern auf. Leif geht wieder an Bord. Neben einigen Wikingern bleiben auch Alwin und Helga zurück.
In der letzten Szene ertönt im Hintergrund das Lied God Bless America. Es wird bekannt gegeben, dass der Steinturm von Newport immer noch stehe.

## Produktion

### Hintergrund
Gedreht wurde der Film ab dem 18. Juli 1928 in Newport (Rhode Island). Unter dem Arbeitstitel Lief the Lucky war zuerst House Peters sr. in der Hauptrolle besetzt. Peters wurde durch Donald Crisp ersetzt und der Film in The Viking umbenannt.
Die als historischer Steinturm bezeichnete Mühle befindet sich im Touro Park in Newport. Sie wurde im 17. Jahrhundert errichtet und liefert Stoff für etliche Theorien, so auch für die Theorie, dass Wikinger die Mühle erbaut haben.

### Besetzung
In kleinen nicht im Abspann erwähnten Nebenrollen traten Iron Eyes Cody, Francis McDonald und Angelo Rossitto auf.

## Veröffentlichung
Die Premiere des Films fand am 2. November 1928 noch in der vollständig stummen Version statt. Musik und Toneffekte wurden erst später hinzugefügt und ab 1929 veröffentlicht. In Österreich erschien er 1930 in den Kinos. In der Bundesrepublik Deutschland wurde er am 25. Dezember 1987 im deutschen Fernsehen ausgestrahlt.

## Kritiken
Das Lexikon des internationalen Films schrieb: „Als erster Film im Technicolor-Verfahren von filmhistorischer Bedeutung und aus heutiger Sicht eine interessante Wiederentdeckung.“
Die Filmzeitschrift Cinema befand: „Ein Meilenstein in der Entwicklung von Technicolor.“
Mordaunt Hall von der The New York Times notierte, dass die prismatischen Effekte nicht immer die gewünschte Qualität haben, insbesondere bei Feuer und Wasser, seien aber dennoch gefällig. Manche Szenen erscheinen wie Gemälde, wobei manche Farben nicht echt wirken. Das Make-up der Darsteller sei mehr als ein wenig übertrieben.
Die Variety bezeichnete den Film als lange, schwere Historienfabel ohne Abwechslung.